# 胡斯拉佩尼亚
胡斯拉佩尼亚（西班牙語：Juslapeña）是西班牙纳瓦拉的一个市镇。总面积31平方公里，总人口494人（2001年），人口密度16人/平方公里。